# Afschaffingsleer
Afschaffingsleer heeft betrekking op de leerstellingen waarmee islamitische rechtsscholen (madhhab) uitsluitsel geven over de geldigheid van betwiste islamitische teksten. Afschaffing of abrogatie (naskh) dient bij eventuele tegenstrijdigheid te worden toegepast in de volgorde waarin de verzen (aya) aan Mohammed werden geopenbaard. De Koran zegt hierover: 'Welk teken Wij ook afschaffen of doen vergeten, Wij komen met iets beters of iets gelijkwaardigs' (Soera De Koe 107). 
De islamitische rechtsscholen interpreteren afschaffing op verschillende wijze. Zo kunnen volgens het sjafisme vanuit de soenna geen teksten uit de Koran worden afgeschaft. Volgens het hanafisme kan dit onder bepaalde voorwaarden wel. 
Afschaffing heeft vooral betrekking op verzen in Mekkaanse soera's (dus van vóór de hidjra, de verhuizing of emigratie van Mohammed van Mekka naar Medina). Over het algemeen zijn de Mekkaanse verzen godsdienstiger en zachtaardiger dan de latere Medinaanse soera's. Dit is te verklaren uit het feit dat Mohammed in Mekka enkel profeet was, terwijl hem in Medina ook wereldlijke macht werd toegekend. De soera's in Medina geopenbaard geven concrete leefregels die door de meeste moslims als van toepassing op die tijd worden gezien. Doordat de Mekkaanse soera's ouder zijn is er een grotere kans dat er abrogatie op toegepast is. Daarnaast werd de islam gradueel geïntroduceerd, waardoor bepaalde richtlijnen werden aangescherpt in de loop der openbaringen om de overgang van niet-moslim naar moslim geleidelijk te laten verlopen.